# Transformación (función)

Un trozo de código de una composición de cuatro mapeos,
que transforma un patrón repetitivo rectangular
en un patrón romboidal.

En las matemáticas, una transformación puede ser toda función que mapea un conjunto X en otro conjunto o sobre sí mismo. Sin embargo, a menudo el conjunto X posee alguna estructura algebraica o geométrica adicional y el término "transformación" se refiere a una función de X sobre sí misma que conserva dicha estructura.
Ejemplos son las transformaciones geométricas, las transformaciones lineales y las transformaciones afines, rotaciones, reflexiones y traslaciones. Estas se pueden realizar en el espacio euclidiano, especialmente en R2 (dos dimensiones) y R3 (tres dimensiones). Estas son operaciones que se pueden llevar a cabo utilizando álgebra lineal, y ser descritas de manera explícita utilizando matrices.

## Traslación
Una traslación, u operador de traslación, es una transformación afín en el espacio euclidiano que desplaza cada punto una distancia determinada en la misma dirección. También se puede interpretar como la suma de un vector constante a cada punto, o el desplazamiento del origen del sistema de coordenadas. Es decir, si v es un vector determinado, entonces la traslación Tv opera como Tv(p) = p + v.
Veamos un caso práctico para visualizar esto. Tomemos por ejemplo esta "ventana" de nuestra pantalla en la computadora. Esta ventana en su dimensión máxima que abarca toda la pantalla es el plano de referencia. Imaginemos que una de las esquinas es el punto de referencia u origen (0, 0).
Consideremos un punto P(x, y) en un plano. Ahora los ejes se desplazan desde los ejes originales una distancia (h, k) y este pasa a ser los ejes de referencia correspondientes. Ahora el origen (ejes previos) es (x, y) y el punto P es (X, Y) y por lo tanto las ecuaciones son: 
X = x − h o x = X + h o h = x − X
y 
Y = y − k o y = Y + k o k = y − Y.
Reemplazando estos valores o utilizando estas ecuaciones en la ecuación respectiva se obtiene la ecuación transformada o los nuevos ejes de referencia, antiguos ejes de referencia, que se encuentran sobre el plano.

## Reflexión
Una reflexión es un mapeo que transforma un objeto en su imagen especular con respecto a un "espejo", que es un hiperplano de puntos fijos en la geometría. Por ejemplo, una reflexión de la letra minúscula p con respecto a una línea vertical parecerá una "q". Para reflejar una figura plana es preciso un que el "espejo" sea una línea (eje de reflexión o eje de simetría), mientras que para las reflexiones en el espacio tridimensional se utiliza un plano (el plano de reflexión o simetría) de espejo. La reflexión puede ser considerada el caso límite de la inversión cuando el radio del círculo de referencia se aumenta en forma infinita.
La reflexión es considerada un movimiento opuesto dado que cambia la orientación de las figuras que refleja.

## Reflexión con deslizamiento

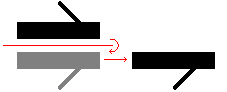
Ejemplo de una reflexión con deslizamiento.

Una reflexión con deslizamiento es un tipo de isometría del plano euclidiano: la combinación de una reflexión en una línea y una traslación a lo largo de la línea. Si se varía el orden en que se aplican las funciones se obtiene el mismo resultado. Dependiendo del contexto, se puede considerar que la reflexión simple (sin traslación) es un caso especial en el cual el vector traslación es el vector nulo.

## Rotación
Una rotación es una transformación en la que se hace girar al objeto en torno a un punto fijo que se denomina centro de la rotación. El objeto se puede rotar el ángulo que se desee. Las rotaciones pueden ser realizadas horarias (en el sentido de las agujas del reloj) u anti-horarias.

## Cambio de escala
El cambio uniforme de escala es una transformación lineal que agranda o reduce los objetos; el factor de escala es el mismo para todas las direcciones; a veces se denomina homotecia o dilatación. El resultado del cambio uniforme de escala es semejante (desde un punto de vista geométrico) al original.
Una caso más general es el cambio de escala en el cual se utilizan factores de escala distintos para cada uno de los ejes; un caso especial es el cambio de escala direccional (o sea en una sola dirección). Las formas que no se encuentran alineadas con los ejes pueden sufrir transvección (véase próxima sección): si bien los ángulos entre líneas paralelas a los ejes se conservan, los otros ángulos se modificarán.

## Transvección
Una transvección es una transformación que desplaza un eje de forma tal que los ejes dejan de ser perpendiculares. Luego de una transvección, un rectángulo se transforma en un paralelogramo,y un círculo se convierte en una elipse. Aun si las líneas que son paralelas a los ejes conservan su longitud, la longitud de las otras se modifica.
Como mapeo en el plano pertenece a la clase de mapeos de equiárea.

## Caso general
De manera más general una transformación matemática es una función matemática. Una transformación puede ser una función invertible del conjunto X en sí mismo, o de X a otro conjunto Y. La elección del término transformación puede simplemente señalar que se consideran los aspectos más geométricos de la función (por ejemplo, prestando atención a los invariantes).
|       |         |
| Antes | Después |